# A Soldier's Duty
A Soldier's Duty er en amerikansk stumfilm fra 1912 af Charles Brabin.

## Medvirkende
- Augustus Phillipd som John Miller.
- Gertrude McCoy som Grace.
- George Lessey.
- Wadsworth Harris.
- Harry Linson.